# C. Johan Bakkes
C. Johan Bakkes est un écrivain sud-africain. Il est le fils de Cas et Margaret Bakkes et le frère de Christiaan Bakkes, Marius et Matilde Bakkes. Il est marié à l'artiste Nanna Vorster-Bakkes.

## Biographie
Comptable agréé, il est également professeur à l’Université du Western Cape au Cap où il enseigne la comptabilité.
Bakkes a suscité beaucoup de controverses avec son livre To Hell and Gone (2008) où il écrivait que des membres de sa famille avaient « trahi » l’Afrique du Sud en déménageant au Canada en raison de la criminalité et des tensions raciales en Afrique du Sud.

## Œuvres
- Moer toe die vreemde in (2001)
- Nou's ons in ons donner (2006)
- To Hell and Gone (2008)
- Nørrevøk (2008)
- samoe(r)sa reis (2010)
- Oepse Daisy (2011)
- Openbaring (2016)